# Plötzlich so still

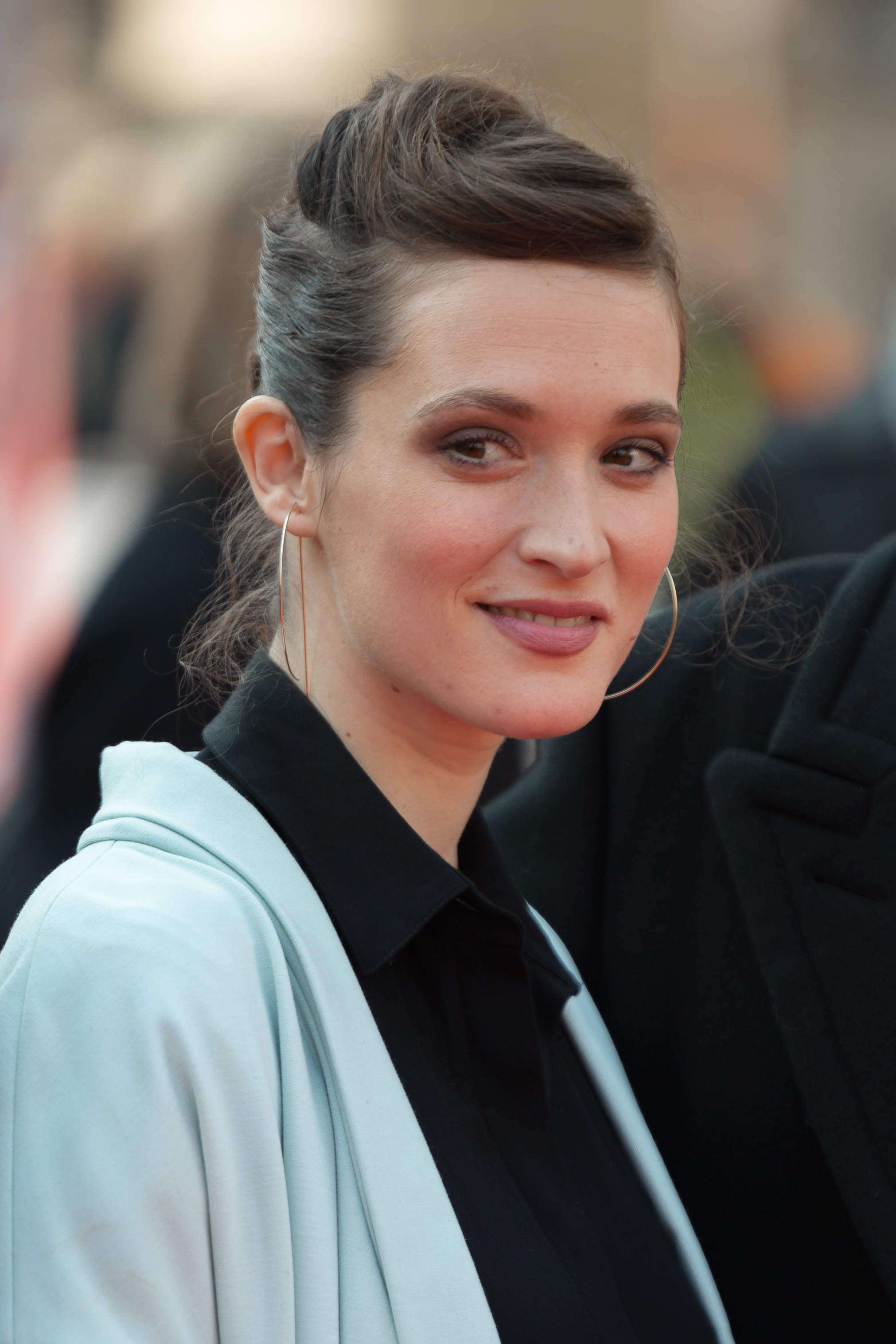
Friederike Becht spielt Eva Ambach (Foto von 2017)

Plötzlich so still ist ein deutscher Fernsehfilm aus dem Jahr 2020. In der Hauptrolle spielt Friederike Becht eine Mutter, deren Baby am Plötzlichen Kindstod stirbt, woraufhin sie in ihrer Verzweiflung ein fremdes, kurz unbewachtes Baby mit nach Hause nimmt und sich damit in eine Situation verstrickt, aus der sie keinen Ausweg mehr findet. Premiere war am Filmfest Hamburg 2020. Im ZDF wurde der Film erstmals am 8. März 2021 gezeigt.

## Handlung
Der Film beginnt mit einer Vorwegnahme des emotionalen Höhepunktes: Auf einer Seebrücke wird eine verzweifelte Frau von Einsatzkräften weggeführt, während ihr ebenso verzweifelter Mann zurückbleibt und sich vorwirft, er hätte es merken müssen.
In der Haupthandlung erwarten Eva und Ludger Ambach glücklich ihr erstes gemeinsames Kind. Tochter Sarah kommt gesund zur Welt und ist sogleich der Sonnenschein der kleinen Familie. Allerdings fliegt Ludger, Ermittler bei der Kriminalpolizei, kurz nach der Geburt für zehn Wochen zu einer Fortbildung in die USA, sodass Eva die bis Weihnachten verbleibende Zeit größtenteils allein mit Sarah verbringt. Ihre Freundin Charlotte hilft ihr nicht wie erwartet, da sie selbst gerade frisch verliebt ist.
Zwei Tage vor Ludgers Rückkehr muss die erschöpfte Eva morgens entsetzt feststellen, dass Sarah nicht mehr atmet, und versucht vergeblich, ihre Tochter wiederzubeleben. Sie ruft Ludger an, doch ist kein Gespräch möglich, da er auf einer lauten Abschiedsparty ist. Völlig neben sich irrt Eva durch die Stadt, kauft Babysachen ein und begegnet dabei einer anderen jungen Mutter mit Baby. Später im Parkhaus sieht sie eben dieses Baby weinend allein im Auto, während die Mutter die Parkgebühr bezahlt. Sie tröstet es und nimmt es dann einfach mit nach Hause. Dort hat sie zwar kurz den Impuls, dass das Baby zu seiner Mutter zurück muss, doch den schiebt sie beiseite und behält das fremde Kind.
Ludger wundert sich bei seiner Rückkehr, dass Eva seine Wiedersehensfreude gar nicht recht erwidert. Obwohl er eigentlich schon in Elternzeit ist, berührt ihn der Fall des verschwundenen Babys Nina, und er sagt seiner Kollegin Ariane Unterstützung zu, zumal Ninas Mutter ihm vertraut. Darauf reagiert Eva unerwartet aggressiv. Es wird für Ludger zunehmend unverständlich, wie sehr Eva das Baby zu ihm und zu Freunden auf Distanz hält. So ist die Weihnachtszeit von Konflikten und gegenseitigen Vorwürfen geprägt, zumal Eva Ludger wegen seiner Ermittlungsarbeit als Gegner auffassen muss. Die Ermittlungen gehen nur schleppend voran, da Ninas Mutter vollkommen zerfahren ist und widersprüchliche Angaben macht; man vermutet, dass sie einen Unfall ihres Kindes verdrängt oder vertuscht. Selbst als Ludger „sein“ Baby einmal kurz mit aufs Präsidium nimmt und Ninas Mutter darin sofort ihre Tochter wiedererkennt, erklärt er das mit ihrem extremen Stress.
Um die Beziehung zu Eva zu retten, steigt Ludger aus der SOKO aus, damit die Familie nach Evas Wunsch einige Tage an der Ostsee verbringen kann. Als er noch etwas aus dem Keller holen möchte, entdeckt er entsetzt die tote Sarah, die Eva dort abgelegt hat. Stumm konfrontiert er Eva mit seinem Fund, worauf diese im Auto mit dem Baby davonfährt. Auf der Seebrücke aus der Eingangsszene treffen Ludger und die Rettungskräfte die verzweifelte Eva mit Nina im Arm. Nina kann endlich ihrer Mutter zurückgegeben werden, Eva kommt in eine psychiatrische Klinik. Zu Ludgers Erleichterung stellt sich bei Sarahs Obduktion keine erkennbare Todesursache heraus, so dass sie am Plötzlichen Kindstod gestorben sein muss und Eva kein Verschulden trifft. Gemeinsam legen sie einen neuen Anfang.

## Produktion
Der Film wurde in der Zeit vom 5. November 2019 bis zum 7. Dezember 2019 in Hamburg und an der Ostsee gedreht.

## Rezeption

### Kritiken
Das Lexikon des internationalen Films vergibt für Plötzlich so still insgesamt 3 von 5 Sternen. Folgendes Fazit wird gezogen: „Intensiv angelegtes Psychodrama um ein Trauma und eine Verzweiflungstat mit einigen eher melodramatischen Effekten, insgesamt aber zurückhaltend und wirkungsvoll durch hochpräzise Hauptdarsteller.“
Rainer Tittelbach verleiht dem Film in seiner Besprechung bei tittelbach.tv insgesamt 5,5 von 6 Sternen. Plötzlich so still sei für ihn ein beeindruckender Film, der die Zuschauer emotional berühre. Besonders lobenswert seien die schauspielerischen Leistungen der beiden Hauptdarsteller Friederike Becht und Hanno Koffler. Der Film entwickle sich „zu einem lebensklugen Psychodrama der leisen Töne, das spannend ist, tief berührt & zum Nachdenken anregt“.

### Einschaltquoten
Bei seiner Erstausstrahlung am 8. März 2021 sahen 4,44 Millionen Zuschauer den Film. Dies entsprach einem Marktanteil von 13,6 %.